# 元锡
元锡（？—825年），字君贶，唐朝官员。代王拓跋什翼犍十四孙，曾祖元延祚，尚舍奉御。祖元平叔，简州别驾、赠太子宾客。父元挹，吏部员外郎。妹妹元蘋是韦应物之妻。与元稹是同族从兄弟。
元和九年（814年）春，自衢州调为苏州刺史。元和十二年（817年），为福州刺史、福建观察使。十四年（819年）六月自福州调宣州刺史、宣歙池观察使。《册府元龟》称元锡初历衢苏二州，所至咸有声绩。及除福建观察使，移镇宣州，乃务积货财，通权势，深为公议所责。又除秘书监、分司东都，寻以赃罪发，诏监察御史宋申锡按验得实，贬璧州刺史。宝历元年七月十四日丙辰（825年8月2日），淄王傅、分司东都元锡卒，赠尚书右仆射。有子元繇、元复礼、元寿、元琯。